# Records des Pays-Bas de cyclisme sur piste
Les records des Pays-Bas de cyclisme sur piste sont les meilleures performances réalisées par des pistards néerlandais.

## Hommes
| Épreuve                                         | Record      | Cycliste                                            | Date            | Compétition           | Lieu                              | Ref   |
| ----------------------------------------------- | ----------- | --------------------------------------------------- | --------------- | --------------------- | --------------------------------- | ----- |
| Sprint sur 200 mètres, départ lancé             | 9 s 088 RM  | Harrie Lavreysen                                    | 7 août 2024     | Jeux olympiques       | Saint-Quentin-en-Yvelines, France | [ 1 ] |
| Kilomètre contre-la-montre, départ arrêté       | 55 s 433 RM | Jeffrey Hoogland                                    | 31 octobre 2023 |                       | Aguascalientes, Mexique           | [ 2 ] |
| Sprint sur 750 mètres par équipes départ arrêté | 40 s 949 RM | Jeffrey Hoogland Harrie Lavreysen Roy van den Berg  | 6 août 2024     | Jeux olympiques       | Saint-Quentin-en-Yvelines, France | [ 3 ] |
| Poursuite individuelle sur 4 000 mètres         | 4:19.562    | Dion Beukeboom                                      | 17 octobre 2015 | Championnats d'Europe | Granges, Suisse                   | [ 4 ] |
| Poursuite par équipes sur 4 000 mètres          | 3:58.230    | Tim Veldt Wim Stroetinga Dion Beukeboom Roy Eefting | 19 février 2015 | Championnats du monde | Saint-Quentin-en-Yvelines, France | [ 5 ] |
| Record de l'heure                               | 52.757 km   | Dion Beukeboom                                      | 22 août 2018    |                       | Aguascalientes, Mexique           | [ 6 ] |

## Femmes
| Épreuve                                         | Record       | Cycliste                                                                    | Date            | Compétition                   | Lieu                 | Ref    |
| ----------------------------------------------- | ------------ | --------------------------------------------------------------------------- | --------------- | ----------------------------- | -------------------- | ------ |
| Sprint sur 200 mètres, départ lancé             | 10.478       | Shanne Braspennincx                                                         | 27 février 2020 | Championnats du monde         | Berlin, Allemagne    | [ 7 ]  |
| Contre-la-montre sur 500 mètres, départ arrêté  | 33.484       | Elis Ligtlee                                                                | 3 mars 2018     | Championnats du monde         | Apeldoorn, Pays-Bas  | [ 8 ]  |
| Sprint sur 500 mètres par équipes départ arrêté | 32.958       | Kyra Lamberink Shanne Braspennincx                                          | 28 février 2018 | Championnats du monde         | Apeldoorn, Pays-Bas  | [ 9 ]  |
| Poursuite individuelle sur 3 000 mètres         | 3:29.319     | Annemiek van Vleuten                                                        | 3 mars 2018     | Championnats du monde         | Apeldoorn, Pays-Bas  | [ 10 ] |
| Poursuite par équipes sur 3 000 mètres          | 3:20.013     | Kirsten Wild Vera Koedooder Ellen van Dijk                                  | 4 août 2012     | Jeux olympiques               | Londres, Royaume-Uni | [ 12 ] |
| Poursuite par équipes sur 4 000 mètres          | 4:29.164     | Amber van der Hulst Kirstie van Haaften Mylène de Zoete Bente van Teeseling | 11 juillet 2019 | Championnats d'Europe espoirs | Gand, Belgique       | [ 13 ] |
| Record de l'heure                               | 49,254 km RM | Ellen van Dijk                                                              | 23 mai 2022     |                               | Granges, Suisse      | [ 14 ] |